# Eleições parlamentares europeias de 2019 nos Açores
| Eleições parlamentares europeias de 2019 Distritos: Aveiro \| Beja \| Braga \| Bragança \| Castelo Branco \| Coimbra \| Évora \| Faro \| Guarda \| Leiria \| Lisboa \| Portalegre \| Porto \| Santarém \| Setúbal \| Viana do Castelo \| Vila Real \| Viseu \| Açores \| Madeira \| Estrangeiro |

## Resultados por concelho
Os resultados nos concelhos da Região Autónoma dos Açores foram os seguintes:

### Angra do Heroísmo
| Partido                 | Partido                        | Votos  | %               | +/-  |
| ----------------------- | ------------------------------ | ------ | --------------- | ---- |
|                         | Partido Socialista             | 2 965  | 38,18 / 100,00  | 2,87 |
|                         | Partido Social Democrata       | 1 744  | 22,46 / 100,00  | -    |
|                         | CDS – Partido Popular          | 788    | 10,15 / 100,00  | -    |
|                         | Bloco de Esquerda              | 627    | 8,07 / 100,00   | 4,81 |
|                         | Pessoas–Animais–Natureza       | 224    | 2,88 / 100,00   | 1,66 |
|                         | Aliança                        | 162    | 2,09 / 100,00   | Novo |
|                         | Coligação Democrática Unitária | 150    | 1,93 / 100,00   | 1,48 |
|                         | LIVRE                          | 84     | 1,08 / 100,00   | 0,32 |
|                         | Basta!                         | 80     | 1,03 / 100,00   | 0,17 |
|                         | Outros (com menos de 1,00%)    | 237    | 3,04 / 100,00   |      |
| Votos Inválidos         | Votos Inválidos                | 705    | 8,09 / 100,00   | 0,59 |
| Total                   | Total                          | 7 766  | 100,00 / 100,00 |      |
| Eleitorado/Participação | Eleitorado/Participação        | 33 295 | 23,32 / 100,00  | 0,05 |

| Freguesia                          | %     | %     | %     | %     | %    | %    | %    | %    | %    | Votantes |
| Freguesia                          | PS    | PSD   | CDS   | BE    | PAN  | A    | CDU  | L    | B!   | Votantes |
| ---------------------------------- | ----- | ----- | ----- | ----- | ---- | ---- | ---- | ---- | ---- | -------- |
| Altares                            | 44,50 | 25,00 | 9,50  | 6,00  | 1,00 | 1,00 | 1,00 | 0    | 0    | 200      |
| Angra (Nossa Senhora da Conceição) | 37,19 | 15,85 | 9,54  | 11,80 | 5,24 | 3,10 | 2,50 | 2,15 | 1,31 | 839      |
| Angra (Santa Luzia)                | 37,80 | 15,42 | 9,49  | 13,22 | 4,75 | 1,53 | 2,88 | 0,85 | 1,53 | 590      |
| Angra (São Pedro)                  | 33,68 | 20,86 | 12,72 | 10,32 | 3,86 | 3,23 | 3,13 | 1,67 | 0,83 | 959      |
| Angra (Sé)                         | 29,62 | 27,17 | 12,50 | 7,88  | 2,45 | 4,35 | 1,63 | 1,36 | 0,54 | 368      |
| Cinco Ribeiras                     | 31,16 | 37,69 | 6,03  | 4,02  | 1,51 | 1,01 | 3,02 | 0,50 | 0    | 199      |
| Doze Ribeiras                      | 50,81 | 20,97 | 3,23  | 3,23  | 0    | 2,42 | 0,81 | 1,61 | 0    | 124      |
| Feteira                            | 39,17 | 24,93 | 8,61  | 6,82  | 2,97 | 0,89 | 0,30 | 2,08 | 2,37 | 337      |
| Porto Judeu                        | 38,30 | 30,05 | 7,45  | 6,38  | 1,06 | 1,60 | 0,27 | 0    | 0,80 | 376      |
| Posto Santo                        | 48,09 | 17,87 | 5,11  | 6,38  | 2,98 | 2,13 | 1,70 | 1,70 | 2,98 | 235      |
| Raminho                            | 39,75 | 36,02 | 4,97  | 3,11  | 1,24 | 0,62 | 3,11 | 0    | 1,86 | 161      |
| Ribeirinha                         | 38,69 | 29,67 | 11,80 | 4,10  | 0,49 | 1,31 | 0,49 | 0,16 | 1,15 | 610      |
| Santa Bárbara                      | 44,66 | 24,90 | 9,09  | 3,95  | 3,16 | 1,58 | 0,70 | 0,40 | 0    | 253      |
| São Bartolomeu dos Regatos         | 32,01 | 28,90 | 11,61 | 7,93  | 3,12 | 2,83 | 0,85 | 1,13 | 0,85 | 353      |
| São Bento                          | 39,26 | 20,55 | 7,85  | 10,39 | 3,93 | 1,62 | 2,08 | 1,15 | 1,15 | 433      |
| São Mateus da Calheta              | 43,03 | 13,64 | 9,45  | 9,60  | 3,00 | 1,65 | 3,60 | 1,65 | 1,05 | 667      |
| Serreta                            | 44,25 | 19,47 | 15,93 | 3,54  | 0,88 | 1,77 | 0    | 0    | 0,88 | 113      |
| Terra Chã                          | 38,21 | 23,40 | 9,14  | 5,85  | 2,74 | 1,46 | 2,19 | 0,37 | 0,55 | 547      |
| Vila de São Sebastião              | 38,06 | 23,88 | 17,66 | 5,72  | 0,75 | 1,99 | 0,75 | 0,50 | 0,75 | 402      |
| Angra do Heroísmo                  | 38,18 | 22,46 | 10,15 | 8,07  | 2,88 | 2,09 | 1,93 | 1,08 | 1,03 | 7 766    |

### Calheta
| Partido                 | Partido                        | Votos | %               | +/-  |
| ----------------------- | ------------------------------ | ----- | --------------- | ---- |
|                         | Partido Socialista             | 280   | 38,89 / 100,00  | 6,34 |
|                         | Partido Social Democrata       | 195   | 27,08 / 100,00  | -    |
|                         | CDS – Partido Popular          | 87    | 12,08 / 100,00  | -    |
|                         | Bloco de Esquerda              | 34    | 4,72 / 100,00   | 3,04 |
|                         | Pessoas–Animais–Natureza       | 20    | 2,78 / 100,00   | 2,00 |
|                         | Coligação Democrática Unitária | 17    | 2,36 / 100,00   | 0,79 |
|                         | Aliança                        | 12    | 1,67 / 100,00   | Novo |
|                         | Basta!                         | 10    | 1,39 / 100,00   | 0,83 |
|                         | Outros (com menos de 1,00%)    | 15    | 2,08 / 100,00   |      |
| Votos Inválidos         | Votos Inválidos                | 50    | 6,94 / 100,00   | 0,45 |
| Total                   | Total                          | 720   | 100,00 / 100,00 |      |
| Eleitorado/Participação | Eleitorado/Participação        | 3 704 | 19,44 / 100,00  | 4,90 |

| Freguesia                       | %     | %     | %     | %    | %    | %    | %    | %    | Votantes |
| Freguesia                       | PS    | PSD   | CDS   | BE   | PAN  | CDU  | A    | B!   | Votantes |
| ------------------------------- | ----- | ----- | ----- | ---- | ---- | ---- | ---- | ---- | -------- |
| Calheta                         | 45,99 | 13,92 | 12,66 | 5,49 | 3,38 | 3,38 | 3,38 | 2,53 | 237      |
| Norte Pequeno                   | 29,58 | 43,66 | 11,27 | 1,41 | 1,41 | 2,82 | 1,41 | 2,82 | 71       |
| Ribeira Seca                    | 33,16 | 31,55 | 14,97 | 6,42 | 2,67 | 2,14 | 1,07 | 0,53 | 187      |
| Santo Antão                     | 36,84 | 30,08 | 10,53 | 3,76 | 2,26 | 0    | 0,75 | 0,75 | 133      |
| Topo (Nossa Senhora do Rosário) | 42,39 | 34,78 | 7,61  | 3,26 | 3,26 | 3,26 | 0    | 0    | 92       |
| Calheta                         | 38,89 | 27,08 | 12,08 | 4,72 | 2,78 | 2,36 | 1,67 | 1,39 | 720      |

### Corvo
| Partido                 | Partido                     | Votos | %               | +/-   |
| ----------------------- | --------------------------- | ----- | --------------- | ----- |
|                         | Partido Socialista          | 87    | 69,60 / 100,00  | 15,87 |
|                         | Basta!                      | 9     | 7,20 / 100,00   | 8,48  |
|                         | Partido Social Democrata    | 4     | 3,20 / 100,00   | -     |
|                         | CDS – Partido Popular       | 3     | 2,40 / 100,00   | -     |
|                         | Pessoas–Animais–Natureza    | 3     | 2,40 / 100,00   | 2,40  |
|                         | Bloco de Esquerda           | 2     | 1,60 / 100,00   | 1,60  |
|                         | Aliança                     | 2     | 1,60 / 100,00   | Novo  |
|                         | Outros (com menos de 1,00%) | 1     | 0,80 / 100,00   |       |
| Votos Inválidos         | Votos Inválidos             | 14    | 11,20 / 100,00  | 7,47  |
| Total                   | Total                       | 125   | 100,00 / 100,00 |       |
| Eleitorado/Participação | Eleitorado/Participação     | 326   | 38,34 / 100,00  | 0,05  |

| Freguesia | %     | %    | %    | %    | %    | %    | %    | Votantes |
| Freguesia | PS    | B!   | PSD  | CDS  | PAN  | BE   | A    | Votantes |
| --------- | ----- | ---- | ---- | ---- | ---- | ---- | ---- | -------- |
| Corvo     | 69,60 | 7,20 | 3,20 | 2,40 | 2,40 | 1,60 | 1,60 | 125      |
| Corvo     | 69,60 | 7,20 | 3,20 | 2,40 | 2,40 | 1,60 | 1,60 | 125      |

### Horta
| Partido                 | Partido                        | Votos  | %               | +/-  |
| ----------------------- | ------------------------------ | ------ | --------------- | ---- |
|                         | Partido Socialista             | 1 170  | 35,29 / 100,00  | 3,54 |
|                         | Partido Social Democrata       | 821    | 24,77 / 100,00  | -    |
|                         | Bloco de Esquerda              | 280    | 8,45 / 100,00   | 5,50 |
|                         | CDS – Partido Popular          | 170    | 5,13 / 100,00   | -    |
|                         | Coligação Democrática Unitária | 142    | 4,28 / 100,00   | 1,68 |
|                         | Pessoas–Animais–Natureza       | 128    | 3,86 / 100,00   | 2,89 |
|                         | Aliança                        | 57     | 1,72 / 100,00   | Novo |
|                         | LIVRE                          | 48     | 1,45 / 100,00   | 0,02 |
|                         | Outros (com menos de 1,00%)    | 107    | 3,21 / 100,00   |      |
| Votos Inválidos         | Votos Inválidos                | 392    | 11,83 / 100,00  | 2,23 |
| Total                   | Total                          | 3 315  | 100,00 / 100,00 |      |
| Eleitorado/Participação | Eleitorado/Participação        | 13 058 | 25,39 / 100,00  | 1,22 |

| Freguesia           | %     | %     | %     | %     | %    | %    | %    | %    | Votantes |
| Freguesia           | PS    | PSD   | BE    | CDS   | CDU  | PAN  | A    | L    | Votantes |
| ------------------- | ----- | ----- | ----- | ----- | ---- | ---- | ---- | ---- | -------- |
| Capelo              | 31,34 | 21,64 | 11,19 | 5,97  | 7,46 | 2,99 | 0,75 | 0    | 134      |
| Castelo Branco      | 41,91 | 21,58 | 8,30  | 2,90  | 1,66 | 3,32 | 1,24 | 1,24 | 241      |
| Cedros              | 34,43 | 37,70 | 8,61  | 2,46  | 1,64 | 2,05 | 1,64 | 0    | 244      |
| Feteira             | 38,11 | 18,53 | 8,74  | 3,50  | 3,50 | 6,64 | 1,05 | 1,05 | 286      |
| Flamengos           | 37,17 | 27,30 | 6,91  | 3,29  | 1,64 | 1,97 | 2,63 | 1,32 | 304      |
| Horta (Angústias)   | 37,04 | 24,52 | 10,61 | 3,30  | 4,87 | 3,83 | 2,61 | 1,74 | 575      |
| Horta (Conceição)   | 42,40 | 16,25 | 9,89  | 6,01  | 6,71 | 3,18 | 1,41 | 1,06 | 283      |
| Horta (Matriz)      | 30,88 | 21,87 | 11,19 | 5,01  | 7,18 | 5,84 | 1,84 | 3,01 | 599      |
| Pedro Miguel        | 27,46 | 30,99 | 5,63  | 5,63  | 6,34 | 4,23 | 2,11 | 2,11 | 142      |
| Praia do Almoxarife | 42,86 | 19,05 | 7,94  | 5,82  | 1,59 | 5,82 | 1,59 | 1,59 | 189      |
| Praia do Norte      | 18,63 | 39,22 | 4,90  | 18,63 | 1,96 | 0,98 | 0    | 0    | 102      |
| Ribeirinha          | 38,61 | 21,78 | 3,96  | 3,96  | 2,97 | 0,99 | 1,98 | 0,99 | 101      |
| Salão               | 21,74 | 45,22 | 4,35  | 5,22  | 1,74 | 0,87 | 0    | 0    | 115      |
| Horta               | 35,29 | 24,77 | 8,45  | 5,13  | 4,28 | 3,86 | 1,72 | 1,45 | 3 315    |

### Lagoa
| Partido                 | Partido                        | Votos  | %               | +/-  |
| ----------------------- | ------------------------------ | ------ | --------------- | ---- |
|                         | Partido Socialista             | 943    | 48,61 / 100,00  | 2,33 |
|                         | Partido Social Democrata       | 242    | 12,47 / 100,00  | -    |
|                         | Bloco de Esquerda              | 128    | 6,60 / 100,00   | 3,15 |
|                         | Pessoas–Animais–Natureza       | 101    | 5,21 / 100,00   | 3,68 |
|                         | CDS – Partido Popular          | 87     | 4,48 / 100,00   | -    |
|                         | Aliança                        | 71     | 3,66 / 100,00   | Novo |
|                         | LIVRE                          | 56     | 2,89 / 100,00   | 1,56 |
|                         | Coligação Democrática Unitária | 46     | 2,37 / 100,00   | 0,98 |
|                         | Basta!                         | 39     | 2,01 / 100,00   | 0,93 |
|                         | Nós, Cidadãos!                 | 24     | 1,24 / 100,00   | Novo |
|                         | Outros (com menos de 1,00%)    | 33     | 1,70 / 100,00   |      |
| Votos Inválidos         | Votos Inválidos                | 170    | 8,76 / 100,00   | 0,30 |
| Total                   | Total                          | 1 940  | 100,00 / 100,00 |      |
| Eleitorado/Participação | Eleitorado/Participação        | 12 894 | 15,05 / 100,00  | 1,09 |

| Freguesia                        | %     | %     | %    | %    | %    | %    | %    | %    | %    | %    | Votantes |
| Freguesia                        | PS    | PSD   | BE   | PAN  | CDS  | A    | L    | CDU  | B!   | NC!  | Votantes |
| -------------------------------- | ----- | ----- | ---- | ---- | ---- | ---- | ---- | ---- | ---- | ---- | -------- |
| Água de Pau                      | 54,10 | 11,94 | 5,97 | 4,85 | 6,34 | 1,49 | 1,12 | 1,12 | 0,75 | 1,12 | 268      |
| Cabouco                          | 60,15 | 7,75  | 4,06 | 5,90 | 2,21 | 1,85 | 2,95 | 1,85 | 4,43 | 1,85 | 271      |
| Lagoa (Nossa Senhora do Rosário) | 42,06 | 12,13 | 8,84 | 5,56 | 4,65 | 5,10 | 4,20 | 2,83 | 1,93 | 1,36 | 882      |
| Lagoa (Santa Cruz)               | 50,11 | 15,56 | 4,81 | 4,81 | 4,81 | 3,66 | 1,60 | 2,97 | 0,92 | 0,92 | 437      |
| Ribeira Chã                      | 54,88 | 17,07 | 2,44 | 2,44 | 2,44 | 1,22 | 1,22 | 0    | 4,88 | 0    | 82       |
| Lagoa                            | 48,61 | 12,47 | 6,60 | 5,21 | 4,48 | 3,66 | 2,89 | 2,37 | 2,01 | 1,24 | 1 940    |

### Lajes das Flores
| Partido                 | Partido                                         | Votos | %               | +/-  |
| ----------------------- | ----------------------------------------------- | ----- | --------------- | ---- |
|                         | Partido Socialista                              | 176   | 40,37 / 100,00  | 0,01 |
|                         | Partido Social Democrata                        | 68    | 15,60 / 100,00  | -    |
|                         | Bloco de Esquerda                               | 36    | 8,26 / 100,00   | 4,17 |
|                         | Coligação Democrática Unitária                  | 22    | 5,05 / 100,00   | 2,17 |
|                         | Aliança                                         | 18    | 4,13 / 100,00   | Novo |
|                         | Pessoas–Animais–Natureza                        | 15    | 3,44 / 100,00   | 2,00 |
|                         | CDS – Partido Popular                           | 12    | 2,75 / 100,00   | -    |
|                         | LIVRE                                           | 7     | 1,61 / 100,00   | 1,13 |
|                         | Basta!                                          | 6     | 1,38 / 100,00   | 0,66 |
|                         | Partido Comunista dos Trabalhadores Portugueses | 6     | 1,38 / 100,00   | 1,38 |
|                         | Partido Unido dos Reformados e Pensionistas     | 5     | 1,15 / 100,00   | Novo |
|                         | Outros (com menos de 1,00%)                     | 7     | 1,61 / 100,00   |      |
| Votos Inválidos         | Votos Inválidos                                 | 58    | 13,30 / 100,00  | 1,76 |
| Total                   | Total                                           | 436   | 100,00 / 100,00 |      |
| Eleitorado/Participação | Eleitorado/Participação                         | 1 314 | 33,18 / 100,00  | 1,35 |

| Freguesia        | %     | %     | %     | %     | %    | %    | %    | %    | %    | %    | %    | Votantes |
| Freguesia        | PS    | PSD   | BE    | CDU   | A    | PAN  | CDS  | L    | B!   | PCTP | PURP | Votantes |
| ---------------- | ----- | ----- | ----- | ----- | ---- | ---- | ---- | ---- | ---- | ---- | ---- | -------- |
| Fajã Grande      | 44,93 | 14,49 | 14,49 | 1,45  | 4,35 | 2,90 | 1,45 | 1,45 | 1,45 | 2,90 | 2,90 | 69       |
| Fajãzinha        | 34,29 | 17,14 | 2,86  | 20,00 | 0    | 2,86 | 0    | 8,57 | 0    | 0    | 0    | 35       |
| Fazenda          | 52,27 | 14,77 | 1,14  | 0     | 9,09 | 6,82 | 1,14 | 1,14 | 1,14 | 2,27 | 2,27 | 88       |
| Lajedo           | 44,44 | 22,22 | 8,33  | 2,78  | 0    | 0    | 5,56 | 2,78 | 0    | 2,78 | 0    | 36       |
| Lajes das Flores | 34,78 | 13,77 | 7,97  | 7,97  | 5,07 | 4,35 | 3,62 | 0,72 | 2,90 | 0,72 | 0,72 | 138      |
| Lomba            | 41,07 | 14,29 | 10,71 | 3,57  | 0    | 0    | 3,57 | 0    | 0    | 0    | 0    | 56       |
| Mosteiro         | 0     | 28,57 | 28,57 | 0     | 0    | 0    | 7,14 | 0    | 0    | 0    | 0    | 14       |
| Lajes das Flores | 40,37 | 15,60 | 8,26  | 5,05  | 4,13 | 3,44 | 2,75 | 1,61 | 1,38 | 1,38 | 1,15 | 436      |

### Lajes do Pico
| Partido                 | Partido                        | Votos | %               | +/-  |
| ----------------------- | ------------------------------ | ----- | --------------- | ---- |
|                         | Partido Socialista             | 477   | 46,45 / 100,00  | 5,22 |
|                         | Partido Social Democrata       | 200   | 19,47 / 100,00  | -    |
|                         | Bloco de Esquerda              | 69    | 6,72 / 100,00   | 4,78 |
|                         | Coligação Democrática Unitária | 42    | 4,09 / 100,00   | 1,53 |
|                         | CDS – Partido Popular          | 31    | 3,02 / 100,00   | -    |
|                         | Pessoas–Animais–Natureza       | 29    | 2,82 / 100,00   | 2,29 |
|                         | Basta!                         | 16    | 1,56 / 100,00   | 0,59 |
|                         | Aliança                        | 14    | 1,36 / 100,00   | Novo |
|                         | LIVRE                          | 14    | 1,36 / 100,00   | 0,13 |
|                         | Outros (com menos de 1,00%)    | 28    | 2,72 / 100,00   |      |
| Votos Inválidos         | Votos Inválidos                | 107   | 10,42 / 100,00  | 2,14 |
| Total                   | Total                          | 1 027 | 100,00 / 100,00 |      |
| Eleitorado/Participação | Eleitorado/Participação        | 4 526 | 22,69 / 100,00  | 2,35 |

| Freguesia          | %     | %     | %    | %    | %    | %    | %    | %    | %    | Votantes |
| Freguesia          | PS    | PSD   | BE   | CDU  | CDS  | PAN  | B!   | A    | L    | Votantes |
| ------------------ | ----- | ----- | ---- | ---- | ---- | ---- | ---- | ---- | ---- | -------- |
| Calheta de Nesquim | 37,50 | 25,00 | 6,25 | 0    | 1,56 | 1,56 | 3,13 | 0    | 0    | 64       |
| Lajes do Pico      | 41,81 | 12,96 | 9,29 | 7,09 | 4,16 | 4,16 | 1,71 | 2,69 | 2,20 | 409      |
| Piedade            | 43,79 | 30,72 | 4,58 | 1,31 | 0,65 | 1,31 | 1,96 | 0,65 | 1,96 | 153      |
| Ribeiras           | 51,70 | 22,16 | 5,68 | 3,98 | 2,84 | 2,27 | 1,70 | 0    | 1,14 | 176      |
| Ribeirinha         | 66,67 | 16,19 | 2,86 | 0    | 5,71 | 0,95 | 0    | 0    | 0    | 105      |
| São João           | 45,00 | 23,33 | 5,83 | 3,33 | 0,83 | 3,33 | 0,83 | 1,67 | 0    | 120      |
| Lajes do Pico      | 46,45 | 19,47 | 6,72 | 4,09 | 3,02 | 2,82 | 1,56 | 1,36 | 1,36 | 1 027    |

### Madalena
| Partido                 | Partido                        | Votos | %               | +/-  |
| ----------------------- | ------------------------------ | ----- | --------------- | ---- |
|                         | Partido Socialista             | 458   | 37,70 / 100,00  | 6,00 |
|                         | Partido Social Democrata       | 349   | 28,72 / 100,00  | -    |
|                         | Bloco de Esquerda              | 49    | 4,03 / 100,00   | 2,13 |
|                         | CDS – Partido Popular          | 42    | 3,46 / 100,00   | -    |
|                         | Pessoas–Animais–Natureza       | 31    | 2,55 / 100,00   | 0,97 |
|                         | Coligação Democrática Unitária | 30    | 2,47 / 100,00   | 0,78 |
|                         | Aliança                        | 15    | 1,23 / 100,00   | Novo |
|                         | LIVRE                          | 13    | 1,07 / 100,00   | 0,44 |
|                         | Basta!                         | 13    | 1,07 / 100,00   | 0,59 |
|                         | Outros (com menos de 1,00%)    | 22    | 1,82 / 100,00   |      |
| Votos Inválidos         | Votos Inválidos                | 193   | 15,88 / 100,00  | 7,00 |
| Total                   | Total                          | 1 215 | 100,00 / 100,00 |      |
| Eleitorado/Participação | Eleitorado/Participação        | 5 884 | 20,65 / 100,00  | 1,71 |

| Freguesia     | %     | %     | %    | %    | %    | %    | %    | %    | %    | Votantes |
| Freguesia     | PS    | PSD   | BE   | CDS  | PAN  | CDU  | A    | L    | B!   | Votantes |
| ------------- | ----- | ----- | ---- | ---- | ---- | ---- | ---- | ---- | ---- | -------- |
| Bandeiras     | 41,18 | 21,18 | 4,71 | 4,71 | 3,53 | 1,18 | 0    | 2,35 | 2,35 | 85       |
| Candelária    | 44,33 | 19,70 | 2,96 | 0,99 | 1,48 | 1,97 | 0,49 | 0,99 | 1,97 | 203      |
| Criação Velha | 32,68 | 30,07 | 3,27 | 3,92 | 2,61 | 0    | 1,31 | 0,65 | 0    | 153      |
| Madalena      | 37,56 | 28,00 | 4,22 | 4,00 | 2,67 | 3,56 | 1,56 | 1,11 | 1,11 | 450      |
| São Caetano   | 29,87 | 41,56 | 3,25 | 1,95 | 4,55 | 3,25 | 1,30 | 1,30 | 1,30 | 154      |
| São Mateus    | 40,00 | 32,35 | 5,88 | 5,29 | 1,18 | 2,35 | 1,76 | 0,59 | 0    | 170      |
| Madalena      | 37,70 | 28,72 | 4,03 | 3,46 | 2,55 | 2,47 | 1,23 | 1,07 | 1,07 | 1 215    |

### Nordeste
| Partido                 | Partido                        | Votos | %               | +/-  |
| ----------------------- | ------------------------------ | ----- | --------------- | ---- |
|                         | Partido Socialista             | 473   | 44,62 / 100,00  | 5,31 |
|                         | Partido Social Democrata       | 316   | 29,81 / 100,00  | -    |
|                         | Bloco de Esquerda              | 55    | 5,19 / 100,00   | 2,25 |
|                         | CDS – Partido Popular          | 29    | 2,74 / 100,00   | -    |
|                         | Pessoas–Animais–Natureza       | 24    | 2,26 / 100,00   | 0,94 |
|                         | Coligação Democrática Unitária | 11    | 1,04 / 100,00   | 2,05 |
|                         | LIVRE                          | 11    | 1,04 / 100,00   | 0,67 |
|                         | Outros (com menos de 1,00%)    | 46    | 4,34 / 100,00   |      |
| Votos Inválidos         | Votos Inválidos                | 95    | 8,96 / 100,00   | 1,83 |
| Total                   | Total                          | 1 060 | 100,00 / 100,00 |      |
| Eleitorado/Participação | Eleitorado/Participação        | 4 826 | 21,96 / 100,00  | 6,10 |

| Freguesia                    | %     | %     | %     | %    | %    | %    | %    | Votantes |
| Freguesia                    | PS    | PSD   | BE    | CDS  | PAN  | CDU  | L    | Votantes |
| ---------------------------- | ----- | ----- | ----- | ---- | ---- | ---- | ---- | -------- |
| Achada                       | 60,00 | 15,79 | 2,11  | 2,11 | 1,05 | 2,11 | 2,11 | 95       |
| Achadinha                    | 60,19 | 23,30 | 1,94  | 1,94 | 0,97 | 0    | 0,97 | 103      |
| Algarvia                     | 28,17 | 54,93 | 2,82  | 1,41 | 4,23 | 0    | 1,41 | 71       |
| Lomba da Fazenda             | 38,73 | 37,57 | 5,78  | 6,36 | 1,73 | 0    | 0,58 | 173      |
| Nordeste                     | 35,53 | 27,19 | 10,09 | 3,95 | 2,63 | 1,32 | 1,32 | 228      |
| Salga                        | 53,19 | 25,53 | 4,26  | 0    | 1,06 | 0    | 0    | 94       |
| Santana                      | 38,46 | 35,04 | 4,27  | 0,85 | 5,13 | 2,56 | 0    | 117      |
| Santo António de Nordestinho | 37,50 | 34,38 | 6,25  | 2,08 | 2,08 | 2,08 | 3,13 | 96       |
| São Pedro de Nordestinho     | 66,27 | 15,66 | 1,20  | 1,20 | 1,20 | 1,20 | 0    | 83       |
| Nordeste                     | 44,62 | 29,81 | 5,19  | 2,74 | 2,26 | 1,04 | 1,04 | 1 060    |

### Ponta Delgada
| Partido                 | Partido                        | Votos  | %               | +/-  |
| ----------------------- | ------------------------------ | ------ | --------------- | ---- |
|                         | Partido Socialista             | 4 258  | 39,62 / 100,00  | 1,67 |
|                         | Partido Social Democrata       | 1 822  | 16,95 / 100,00  | -    |
|                         | Bloco de Esquerda              | 956    | 8,89 / 100,00   | 4,14 |
|                         | Pessoas–Animais–Natureza       | 566    | 5,27 / 100,00   | 3,69 |
|                         | CDS – Partido Popular          | 514    | 4,78 / 100,00   | -    |
|                         | Aliança                        | 420    | 3,91 / 100,00   | Novo |
|                         | Coligação Democrática Unitária | 295    | 2,74 / 100,00   | 2,23 |
|                         | LIVRE                          | 287    | 2,67 / 100,00   | 0,53 |
|                         | Basta!                         | 144    | 1,34 / 100,00   | 0,51 |
|                         | Nós, Cidadãos!                 | 112    | 1,04 / 100,00   | Novo |
|                         | Outros (com menos de 1,00%)    | 373    | 3,48 / 100,00   |      |
| Votos Inválidos         | Votos Inválidos                | 1 001  | 9,31 / 100,00   | 0,98 |
| Total                   | Total                          | 10 748 | 100,00 / 100,00 |      |
| Eleitorado/Participação | Eleitorado/Participação        | 64 858 | 16,57 / 100,00  | 0,73 |

| Freguesia                     | %     | %     | %     | %    | %    | %    | %    | %    | %    | %    | Votantes |
| Freguesia                     | PS    | PSD   | BE    | PAN  | CDS  | A    | CDU  | L    | B!   | NC!  | Votantes |
| ----------------------------- | ----- | ----- | ----- | ---- | ---- | ---- | ---- | ---- | ---- | ---- | -------- |
| Ajuda da Bretanha             | 44,71 | 21,18 | 4,71  | 5,88 | 3,53 | 5,88 | 3,53 | 1,18 | 2,35 | 1,18 | 85       |
| Arrifes                       | 46,57 | 10,91 | 9,09  | 5,31 | 3,50 | 2,38 | 2,24 | 2,10 | 1,12 | 0,56 | 715      |
| Candelária                    | 47,93 | 23,14 | 3,31  | 5,79 | 4,13 | 2,48 | 2,48 | 1,65 | 1,65 | 0    | 121      |
| Capelas                       | 47,88 | 17,66 | 7,64  | 3,40 | 2,89 | 3,57 | 1,36 | 2,72 | 1,19 | 1,02 | 589      |
| Covoada                       | 56,94 | 18,06 | 6,94  | 2,78 | 2,08 | 2,78 | 2,08 | 0,69 | 2,78 | 0,69 | 144      |
| Fajã de Baixo                 | 37,80 | 14,38 | 10,01 | 5,15 | 5,64 | 5,54 | 3,40 | 2,14 | 1,07 | 1,07 | 1 029    |
| Fajã de Cima                  | 43,33 | 18,89 | 9,78  | 6,22 | 4,89 | 2,89 | 0,89 | 1,56 | 0,89 | 0,44 | 450      |
| Fenais da Luz                 | 38,82 | 17,25 | 5,10  | 5,88 | 7,84 | 3,53 | 2,35 | 2,75 | 2,35 | 1,57 | 255      |
| Feteiras                      | 53,85 | 10,26 | 1,71  | 7,69 | 1,71 | 4,27 | 1,71 | 1,71 | 2,56 | 0,85 | 117      |
| Ginetes                       | 56,02 | 18,98 | 3,70  | 3,24 | 1,85 | 1,85 | 0    | 1,39 | 0,93 | 0,46 | 216      |
| Mosteiros                     | 40,44 | 36,03 | 2,94  | 2,21 | 2,21 | 0,74 | 2,94 | 0,74 | 0,74 | 0    | 136      |
| Pilar da Bretanha             | 51,02 | 14,29 | 4,08  | 4,08 | 4,08 | 1,02 | 2,04 | 3,06 | 0    | 0    | 98       |
| Ponta Delgada (São José)      | 34,53 | 17,02 | 11,16 | 4,32 | 5,94 | 5,13 | 3,58 | 3,50 | 0,81 | 1,38 | 1 228    |
| Ponta Delgada (São Pedro)     | 34,01 | 15,99 | 11,56 | 6,38 | 4,50 | 3,70 | 3,09 | 4,23 | 1,41 | 1,61 | 1 488    |
| Ponta Delgada (São Sebastião) | 29,88 | 20,83 | 9,64  | 7,38 | 7,86 | 5,12 | 3,69 | 3,45 | 1,79 | 1,19 | 840      |
| Relva                         | 37,07 | 20,82 | 6,64  | 4,58 | 6,64 | 3,20 | 3,43 | 1,60 | 1,14 | 1,37 | 437      |
| Remédios                      | 51,75 | 19,58 | 8,39  | 1,40 | 0,70 | 1,40 | 2,80 | 1,40 | 2,80 | 0    | 143      |
| Rosto do Cão (Livramento)     | 32,51 | 20,11 | 9,92  | 5,65 | 5,79 | 4,82 | 2,34 | 2,48 | 1,93 | 0,96 | 726      |
| Rosto do Cão (São Roque)      | 44,59 | 11,47 | 7,92  | 5,98 | 3,72 | 4,68 | 2,42 | 2,91 | 1,94 | 0,81 | 619      |
| Santa Bárbara                 | 57,72 | 15,44 | 4,70  | 6,71 | 1,34 | 0,67 | 1,34 | 0    | 0    | 1,34 | 149      |
| Santa Clara                   | 39,45 | 13,67 | 9,77  | 4,30 | 4,69 | 2,73 | 3,91 | 3,52 | 1,37 | 1,56 | 512      |
| Santo António                 | 45,95 | 21,62 | 4,50  | 4,95 | 2,70 | 1,35 | 0,90 | 0,90 | 1,35 | 0,45 | 222      |
| São Vicente Ferreira          | 36,39 | 18,93 | 7,69  | 4,14 | 3,55 | 6,21 | 3,25 | 1,78 | 0,89 | 0,30 | 338      |
| Sete Cidades                  | 56,04 | 13,19 | 5,49  | 6,59 | 3,30 | 0    | 2,20 | 1,10 | 0    | 0    | 91       |
| Ponta Delgada                 | 39,62 | 16,95 | 8,89  | 5,27 | 4,78 | 3,91 | 2,74 | 2,67 | 1,34 | 1,04 | 10 748   |

### Povoação
| Partido                 | Partido                        | Votos | %               | +/-  |
| ----------------------- | ------------------------------ | ----- | --------------- | ---- |
|                         | Partido Socialista             | 609   | 53,00 / 100,00  | 2,03 |
|                         | Partido Social Democrata       | 209   | 18,19 / 100,00  | -    |
|                         | Bloco de Esquerda              | 47    | 4,09 / 100,00   | 1,78 |
|                         | CDS – Partido Popular          | 31    | 2,70 / 100,00   | -    |
|                         | Pessoas–Animais–Natureza       | 28    | 2,44 / 100,00   | 1,18 |
|                         | Coligação Democrática Unitária | 19    | 1,65 / 100,00   | 0,66 |
|                         | Aliança                        | 15    | 1,31 / 100,00   | Novo |
|                         | Outros (com menos de 1,00%)    | 58    | 5,05 / 100,00   |      |
| Votos Inválidos         | Votos Inválidos                | 133   | 11,58 / 100,00  | 1,58 |
| Total                   | Total                          | 1 149 | 100,00 / 100,00 |      |
| Eleitorado/Participação | Eleitorado/Participação        | 6 468 | 17,76 / 100,00  | 4,64 |

| Freguesia                  | %     | %     | %    | %    | %    | %    | %    | Votantes |
| Freguesia                  | PS    | PSD   | BE   | CDS  | PAN  | CDU  | A    | Votantes |
| -------------------------- | ----- | ----- | ---- | ---- | ---- | ---- | ---- | -------- |
| Água Retorta               | 62,07 | 12,64 | 1,15 | 1,15 | 1,15 | 0    | 0    | 87       |
| Faial da Terra             | 43,10 | 29,31 | 1,72 | 5,17 | 0    | 1,72 | 1,72 | 58       |
| Furnas                     | 49,79 | 12,35 | 6,58 | 2,47 | 6,58 | 2,47 | 1,65 | 243      |
| Nossa Senhora dos Remédios | 43,54 | 27,27 | 3,83 | 3,35 | 2,39 | 0,48 | 0,48 | 209      |
| Povoação                   | 58,50 | 15,53 | 2,18 | 2,43 | 0,97 | 2,18 | 1,94 | 412      |
| Ribeira Quente             | 55,00 | 21,43 | 8,57 | 2,86 | 1,43 | 1,43 | 0,71 | 140      |
| Povoação                   | 53,00 | 18,19 | 4,09 | 2,70 | 2,44 | 1,65 | 1,31 | 1 149    |

### Ribeira Grande
| Partido                 | Partido                        | Votos  | %               | +/-  |
| ----------------------- | ------------------------------ | ------ | --------------- | ---- |
|                         | Partido Socialista             | 1 609  | 39,62 / 100,00  | 0,22 |
|                         | Partido Social Democrata       | 997    | 24,55 / 100,00  | -    |
|                         | Bloco de Esquerda              | 355    | 8,74 / 100,00   | 1,54 |
|                         | CDS – Partido Popular          | 166    | 4,09 / 100,00   | -    |
|                         | Pessoas–Animais–Natureza       | 159    | 3,92 / 100,00   | 2,63 |
|                         | Aliança                        | 96     | 2,36 / 100,00   | Novo |
|                         | Coligação Democrática Unitária | 79     | 1,95 / 100,00   | 1,76 |
|                         | LIVRE                          | 71     | 1,75 / 100,00   | 0,38 |
|                         | Basta!                         | 54     | 1,33 / 100,00   | 0,52 |
|                         | Outros (com menos de 1,00%)    | 142    | 3,50 / 100,00   |      |
| Votos Inválidos         | Votos Inválidos                | 333    | 8,20 / 100,00   | 0,12 |
| Total                   | Total                          | 4 061  | 100,00 / 100,00 |      |
| Eleitorado/Participação | Eleitorado/Participação        | 28 266 | 14,37 / 100,00  | 0,58 |

| Freguesia                  | %     | %     | %     | %    | %    | %    | %    | %    | %    | Votantes |
| Freguesia                  | PS    | PSD   | BE    | CDS  | PAN  | A    | CDU  | L    | B!   | Votantes |
| -------------------------- | ----- | ----- | ----- | ---- | ---- | ---- | ---- | ---- | ---- | -------- |
| Calhetas                   | 44,07 | 27,12 | 6,78  | 2,54 | 5,93 | 1,69 | 0,85 | 1,69 | 2,54 | 118      |
| Fenais da Ajuda            | 28,36 | 44,03 | 2,99  | 5,22 | 1,49 | 1,49 | 0    | 2,99 | 0    | 134      |
| Lomba da Maia              | 39,42 | 28,47 | 5,84  | 3,65 | 3,65 | 2,92 | 1,46 | 0    | 1,46 | 137      |
| Lomba de São Pedro         | 46,81 | 44,68 | 2,13  | 1,06 | 2,13 | 0    | 0    | 0    | 0    | 94       |
| Maia                       | 54,43 | 13,92 | 5,38  | 4,75 | 2,53 | 0,32 | 2,22 | 0,63 | 2,53 | 316      |
| Pico da Pedra              | 35,86 | 14,04 | 11,95 | 5,12 | 5,69 | 4,55 | 3,61 | 3,61 | 1,52 | 527      |
| Porto Formoso              | 64,25 | 10,88 | 4,66  | 3,11 | 1,55 | 1,04 | 1,55 | 0,52 | 0    | 193      |
| Rabo de Peixe              | 28,34 | 32,05 | 14,58 | 4,68 | 1,51 | 3,16 | 1,38 | 1,51 | 1,10 | 727      |
| Ribeira Grande (Conceição) | 44,50 | 13,99 | 10,09 | 3,67 | 5,05 | 2,52 | 2,06 | 2,52 | 2,06 | 436      |
| Ribeira Grande (Matriz)    | 40,40 | 22,94 | 9,73  | 3,74 | 6,23 | 1,25 | 2,74 | 1,50 | 0,75 | 401      |
| Ribeira Seca               | 32,87 | 34,95 | 6,71  | 3,01 | 4,86 | 3,94 | 1,85 | 1,85 | 1,85 | 432      |
| Ribeirinha                 | 38,82 | 31,76 | 5,10  | 4,31 | 1,57 | 0,78 | 1,57 | 1,96 | 0,78 | 255      |
| Santa Bárbara              | 50,00 | 21,67 | 3,89  | 4,44 | 5,00 | 1,11 | 1,67 | 0,56 | 0,56 | 180      |
| São Brás                   | 38,74 | 26,13 | 5,41  | 4,50 | 9,01 | 0,90 | 1,80 | 0,90 | 1,80 | 111      |
| Ribeira Grande             | 39,62 | 24,55 | 8,74  | 4,09 | 3,92 | 2,36 | 1,95 | 1,75 | 1,33 | 4 061    |

### Santa Cruz da Graciosa
| Partido                 | Partido                        | Votos | %               | +/-  |
| ----------------------- | ------------------------------ | ----- | --------------- | ---- |
|                         | Partido Socialista             | 468   | 50,54 / 100,00  | 1,51 |
|                         | Partido Social Democrata       | 220   | 23,76 / 100,00  | -    |
|                         | Bloco de Esquerda              | 32    | 3,46 / 100,00   | 2,09 |
|                         | CDS – Partido Popular          | 23    | 2,48 / 100,00   | -    |
|                         | Pessoas–Animais–Natureza       | 19    | 2,05 / 100,00   | 1,66 |
|                         | Coligação Democrática Unitária | 15    | 1,62 / 100,00   | 0,04 |
|                         | Outros (com menos de 1,00%)    | 35    | 3,78 / 100,00   |      |
| Votos Inválidos         | Votos Inválidos                | 114   | 12,31 / 100,00  | 6,73 |
| Total                   | Total                          | 926   | 100,00 / 100,00 |      |
| Eleitorado/Participação | Eleitorado/Participação        | 4 049 | 22,87 / 100,00  | 0,05 |

| Freguesia              | %     | %     | %    | %    | %    | %    | Votantes |
| Freguesia              | PS    | PSD   | BE   | CDS  | PAN  | CDU  | Votantes |
| ---------------------- | ----- | ----- | ---- | ---- | ---- | ---- | -------- |
| Guadalupe              | 36,55 | 38,58 | 2,54 | 1,02 | 2,54 | 0    | 197      |
| Luz                    | 55,24 | 25,17 | 4,90 | 0    | 1,40 | 0    | 143      |
| Santa Cruz da Graciosa | 51,87 | 16,43 | 4,32 | 4,61 | 2,59 | 2,59 | 347      |
| São Mateus             | 57,32 | 21,34 | 2,09 | 2,09 | 1,26 | 2,51 | 239      |
| Santa Cruz da Graciosa | 50,54 | 23,76 | 3,46 | 2,48 | 2,05 | 1,62 | 926      |

### Santa Cruz das Flores
| Partido                 | Partido                                         | Votos | %               | +/-  |
| ----------------------- | ----------------------------------------------- | ----- | --------------- | ---- |
|                         | Partido Socialista                              | 155   | 33,62 / 100,00  | 8,01 |
|                         | Partido Social Democrata                        | 69    | 14,97 / 100,00  | -    |
|                         | Coligação Democrática Unitária                  | 47    | 10,20 / 100,00  | 2,44 |
|                         | CDS – Partido Popular                           | 46    | 9,98 / 100,00   | -    |
|                         | Bloco de Esquerda                               | 29    | 6,29 / 100,00   | 5,07 |
|                         | Pessoas–Animais–Natureza                        | 13    | 2,82 / 100,00   | 1,19 |
|                         | Aliança                                         | 12    | 2,60 / 100,00   | Novo |
|                         | Basta!                                          | 10    | 2,17 / 100,00   | 1,15 |
|                         | LIVRE                                           | 8     | 1,74 / 100,00   | 1,13 |
|                         | Partido Comunista dos Trabalhadores Portugueses | 6     | 1,30 / 100,00   | 0,94 |
|                         | Outros (com menos de 1,00%)                     | 8     | 1,74 / 100,00   |      |
| Votos Inválidos         | Votos Inválidos                                 | 58    | 12,58 / 100,00  | 0,74 |
| Total                   | Total                                           | 461   | 100,00 / 100,00 |      |
| Eleitorado/Participação | Eleitorado/Participação                         | 1 862 | 24,76 / 100,00  | 0,65 |

| Freguesia             | %     | %     | %     | %     | %    | %    | %    | %    | %    | %    | Votantes |
| Freguesia             | PS    | PSD   | CDU   | CDS   | BE   | PAN  | A    | B!   | L    | PCTP | Votantes |
| --------------------- | ----- | ----- | ----- | ----- | ---- | ---- | ---- | ---- | ---- | ---- | -------- |
| Caveira               | 24,32 | 8,11  | 18,92 | 8,11  | 8,11 | 0    | 8,11 | 2,70 | 0    | 2,70 | 37       |
| Cedros                | 25,58 | 6,98  | 30,23 | 16,28 | 9,30 | 0    | 0    | 2,33 | 0    | 4,65 | 43       |
| Ponta Delgada         | 31,58 | 28,95 | 5,26  | 7,89  | 6,58 | 2,63 | 5,26 | 2,63 | 0    | 0    | 76       |
| Santa Cruz das Flores | 36,39 | 13,44 | 7,54  | 9,84  | 5,57 | 3,61 | 1,64 | 1,97 | 2,62 | 0,98 | 305      |
| Santa Cruz das Flores | 33,62 | 14,97 | 10,20 | 9,98  | 6,29 | 2,82 | 2,60 | 2,17 | 1,74 | 1,30 | 461      |

### São Roque do Pico
| Partido                 | Partido                        | Votos | %               | +/-  |
| ----------------------- | ------------------------------ | ----- | --------------- | ---- |
|                         | Partido Socialista             | 317   | 46,48 / 100,00  | 2,54 |
|                         | Partido Social Democrata       | 128   | 18,77 / 100,00  | -    |
|                         | Bloco de Esquerda              | 39    | 5,72 / 100,00   | 2,72 |
|                         | Pessoas–Animais–Natureza       | 31    | 4,55 / 100,00   | 2,86 |
|                         | CDS – Partido Popular          | 28    | 4,11 / 100,00   | -    |
|                         | Coligação Democrática Unitária | 14    | 2,05 / 100,00   | 1,34 |
|                         | Aliança                        | 7     | 1,03 / 100,00   | Novo |
|                         | Basta!                         | 7     | 1,03 / 100,00   | 0,77 |
|                         | Outros (com menos de 1,00%)    | 24    | 3,51 / 100,00   |      |
| Votos Inválidos         | Votos Inválidos                | 87    | 12,76 / 100,00  | 4,81 |
| Total                   | Total                          | 682   | 100,00 / 100,00 |      |
| Eleitorado/Participação | Eleitorado/Participação        | 3 265 | 20,89 / 100,00  | 3,08 |

| Freguesia         | %     | %     | %    | %    | %    | %    | %    | %    | Votantes |
| Freguesia         | PS    | PSD   | BE   | PAN  | CDS  | CDU  | A    | B!   | Votantes |
| ----------------- | ----- | ----- | ---- | ---- | ---- | ---- | ---- | ---- | -------- |
| Prainha           | 53,33 | 18,89 | 5,56 | 0    | 5,56 | 5,56 | 1,11 | 0    | 90       |
| Santa Luzia       | 49,37 | 26,58 | 3,80 | 5,06 | 1,27 | 0    | 1,27 | 0    | 79       |
| Santo Amaro       | 55,88 | 16,67 | 0,98 | 0    | 1,96 | 0,98 | 0,98 | 0    | 102      |
| Santo António     | 51,33 | 10,00 | 4,67 | 8,00 | 4,00 | 2,67 | 0    | 2,67 | 150      |
| São Roque do Pico | 36,78 | 22,22 | 8,81 | 5,75 | 5,36 | 1,53 | 1,53 | 1,15 | 261      |
| São Roque do Pico | 46,48 | 18,77 | 5,72 | 4,55 | 4,11 | 2,05 | 1,03 | 1,03 | 682      |

### Velas
| Partido                 | Partido                        | Votos | %               | +/-  |
| ----------------------- | ------------------------------ | ----- | --------------- | ---- |
|                         | Partido Socialista             | 474   | 37,23 / 100,00  | 5,24 |
|                         | CDS – Partido Popular          | 321   | 25,22 / 100,00  | -    |
|                         | Partido Social Democrata       | 178   | 13,98 / 100,00  | -    |
|                         | Bloco de Esquerda              | 63    | 4,95 / 100,00   | 1,98 |
|                         | Coligação Democrática Unitária | 43    | 3,38 / 100,00   | 0,41 |
|                         | Pessoas–Animais–Natureza       | 31    | 2,44 / 100,00   | 1,58 |
|                         | Aliança                        | 25    | 1,96 / 100,00   | Novo |
|                         | Outros (com menos de 1,00%)    | 38    | 2,99 / 100,00   |      |
| Votos Inválidos         | Votos Inválidos                | 100   | 7,86 / 100,00   | 0,68 |
| Total                   | Total                          | 1 273 | 100,00 / 100,00 |      |
| Eleitorado/Participação | Eleitorado/Participação        | 4 998 | 25,47 / 100,00  | 4,86 |

| Freguesia    | %     | %     | %     | %    | %    | %    | %    | Votantes |
| Freguesia    | PS    | CDS   | PSD   | BE   | CDU  | PAN  | A    | Votantes |
| ------------ | ----- | ----- | ----- | ---- | ---- | ---- | ---- | -------- |
| Manadas      | 38,10 | 22,62 | 22,62 | 5,95 | 0    | 2,38 | 0    | 84       |
| Norte Grande | 40,00 | 27,27 | 16,97 | 2,42 | 3,64 | 1,82 | 0,61 | 165      |
| Rosais       | 31,33 | 44,58 | 6,02  | 2,41 | 3,01 | 1,81 | 0,60 | 166      |
| Santo Amaro  | 34,52 | 29,44 | 10,15 | 4,57 | 4,06 | 2,03 | 2,03 | 197      |
| Urzelina     | 29,95 | 22,12 | 20,28 | 2,76 | 5,53 | 1,84 | 3,23 | 217      |
| Velas        | 43,02 | 17,34 | 12,84 | 7,88 | 2,70 | 3,38 | 2,70 | 444      |
| Velas        | 37,23 | 25,22 | 13,98 | 4,95 | 3,38 | 2,44 | 1,96 | 1 273    |

### Vila da Praia da Vitória
| Partido                 | Partido                        | Votos  | %               | +/-  |
| ----------------------- | ------------------------------ | ------ | --------------- | ---- |
|                         | Partido Socialista             | 1 453  | 41,13 / 100,00  | 3,32 |
|                         | Partido Social Democrata       | 852    | 24,12 / 100,00  | -    |
|                         | CDS – Partido Popular          | 349    | 9,88 / 100,00   | -    |
|                         | Bloco de Esquerda              | 193    | 5,46 / 100,00   | 2,72 |
|                         | Pessoas–Animais–Natureza       | 86     | 2,43 / 100,00   | 1,39 |
|                         | Coligação Democrática Unitária | 54     | 1,53 / 100,00   | 1,13 |
|                         | Aliança                        | 51     | 1,44 / 100,00   | Novo |
|                         | Basta!                         | 48     | 1,36 / 100,00   | 0,67 |
|                         | LIVRE                          | 39     | 1,10 / 100,00   | 0,25 |
|                         | Outros (com menos de 1,00%)    | 97     | 2,74 / 100,00   |      |
| Votos Inválidos         | Votos Inválidos                | 311    | 8,80 / 100,00   | 0,42 |
| Total                   | Total                          | 3 533  | 100,00 / 100,00 |      |
| Eleitorado/Participação | Eleitorado/Participação        | 19 308 | 18,30 / 100,00  | 1,19 |

| Freguesia                     | %     | %     | %     | %     | %    | %    | %    | %    | %    | Votantes |
| Freguesia                     | PS    | PSD   | CDS   | BE    | PAN  | CDU  | A    | B!   | L    | Votantes |
| ----------------------------- | ----- | ----- | ----- | ----- | ---- | ---- | ---- | ---- | ---- | -------- |
| Agualva                       | 44,70 | 37,12 | 4,17  | 1,52  | 0    | 0,76 | 1,89 | 0,38 | 0,76 | 264      |
| Biscoitos                     | 42,28 | 26,84 | 6,25  | 4,41  | 0,74 | 1,10 | 1,47 | 1,84 | 1,47 | 272      |
| Cabo da Praia                 | 35,57 | 25,50 | 17,45 | 4,70  | 1,34 | 2,01 | 2,01 | 0    | 0,67 | 149      |
| Fonte do Bastardo             | 40,53 | 23,68 | 10,00 | 5,26  | 2,11 | 1,58 | 0,53 | 3,16 | 1,58 | 190      |
| Fontinhas                     | 38,59 | 28,52 | 10,07 | 5,03  | 2,35 | 0,67 | 1,34 | 0,67 | 0,67 | 298      |
| Lajes                         | 38,61 | 27,48 | 8,35  | 4,52  | 2,61 | 0,52 | 1,04 | 2,43 | 1,22 | 575      |
| Porto Martins                 | 36,20 | 18,64 | 19,35 | 10,39 | 1,08 | 2,51 | 1,79 | 0,72 | 0,36 | 279      |
| Praia da Vitória (Santa Cruz) | 38,39 | 19,91 | 11,00 | 7,15  | 4,07 | 2,42 | 2,31 | 1,43 | 1,76 | 909      |
| Quatro Ribeiras               | 54,29 | 18,10 | 1,90  | 6,67  | 1,90 | 0    | 0,95 | 1,90 | 0,95 | 105      |
| São Brás                      | 43,72 | 18,03 | 8,74  | 6,56  | 3,28 | 1,64 | 0,55 | 1,64 | 1,09 | 183      |
| Vila Nova                     | 53,72 | 22,65 | 8,41  | 1,94  | 2,59 | 1,94 | 0    | 0    | 0    | 309      |
| Vila Praia da Vitória         | 41,13 | 24,12 | 9,88  | 5,46  | 2,43 | 1,53 | 1,44 | 1,36 | 1,10 | 3 533    |

### Vila do Porto
| Partido                 | Partido                        | Votos | %               | +/-  |
| ----------------------- | ------------------------------ | ----- | --------------- | ---- |
|                         | Partido Socialista             | 492   | 48,14 / 100,00  | 5,20 |
|                         | Partido Social Democrata       | 159   | 15,56 / 100,00  | -    |
|                         | Bloco de Esquerda              | 109   | 10,67 / 100,00  | 6,07 |
|                         | Coligação Democrática Unitária | 26    | 2,54 / 100,00   | 3,97 |
|                         | Pessoas–Animais–Natureza       | 25    | 2,45 / 100,00   | 1,75 |
|                         | CDS – Partido Popular          | 19    | 1,86 / 100,00   | -    |
|                         | Aliança                        | 18    | 1,76 / 100,00   | Novo |
|                         | LIVRE                          | 11    | 1,08 / 100,00   | 0,02 |
|                         | Outros (com menos de 1,00%)    | 46    | 5,48 / 100,00   |      |
| Votos Inválidos         | Votos Inválidos                | 117   | 11,45 / 100,00  | 0,16 |
| Total                   | Total                          | 1 022 | 100,00 / 100,00 |      |
| Eleitorado/Participação | Eleitorado/Participação        | 5 547 | 18,42 / 100,00  | 0,23 |

| Freguesia      | %     | %     | %     | %    | %    | %    | %    | %    | Votantes |
| Freguesia      | PS    | PSD   | BE    | CDU  | PAN  | CDS  | A    | L    | Votantes |
| -------------- | ----- | ----- | ----- | ---- | ---- | ---- | ---- | ---- | -------- |
| Almagreira     | 50,45 | 16,22 | 10,81 | 0,90 | 2,70 | 0    | 0,90 | 0    | 111      |
| Santa Bárbara  | 53,85 | 15,38 | 6,59  | 4,40 | 0    | 0    | 0    | 3,30 | 91       |
| Santo Espírito | 56,88 | 18,35 | 7,34  | 0    | 0    | 0    | 0,92 | 0    | 109      |
| São Pedro      | 42,86 | 9,82  | 14,29 | 2,68 | 2,68 | 7,14 | 3,57 | 0,89 | 112      |
| Vila do Porto  | 46,24 | 16,03 | 11,19 | 3,01 | 3,17 | 1,84 | 2,00 | 1,17 | 599      |
| Vila do Porto  | 48,14 | 15,56 | 10,67 | 2,54 | 2,45 | 1,86 | 1,76 | 1,08 | 1 022    |

### Vila Franca do Campo
| Partido                 | Partido                        | Votos  | %               | +/-  |
| ----------------------- | ------------------------------ | ------ | --------------- | ---- |
|                         | Partido Socialista             | 630    | 45,26 / 100,00  | 5,71 |
|                         | Partido Social Democrata       | 276    | 19,83 / 100,00  | -    |
|                         | Bloco de Esquerda              | 92     | 6,61 / 100,00   | 4,91 |
|                         | CDS – Partido Popular          | 55     | 3,95 / 100,00   | -    |
|                         | Pessoas–Animais–Natureza       | 37     | 2,66 / 100,00   | 1,46 |
|                         | Aliança                        | 31     | 2,23 / 100,00   | Novo |
|                         | Coligação Democrática Unitária | 30     | 2,16 / 100,00   | 0,21 |
|                         | Basta!                         | 28     | 2,01 / 100,00   | 1,16 |
|                         | LIVRE                          | 25     | 1,80 / 100,00   | 0,89 |
|                         | Outros (com menos de 1,00%)    | 50     | 3,60 / 100,00   |      |
| Votos Inválidos         | Votos Inválidos                | 138    | 9,92 / 100,00   | 2,52 |
| Total                   | Total                          | 1 392  | 100,00 / 100,00 |      |
| Eleitorado/Participação | Eleitorado/Participação        | 10 598 | 13,13 / 100,00  | 2,62 |

| Freguesia                         | %     | %     | %     | %    | %    | %    | %    | %    | %    | Votantes |
| Freguesia                         | PS    | PSD   | BE    | CDS  | PAN  | A    | CDU  | B!   | L    | Votantes |
| --------------------------------- | ----- | ----- | ----- | ---- | ---- | ---- | ---- | ---- | ---- | -------- |
| Água de Alto                      | 52,66 | 14,89 | 6,91  | 3,72 | 1,60 | 0,53 | 2,66 | 0    | 1,06 | 188      |
| Ponta Garça                       | 46,73 | 25,06 | 3,39  | 4,51 | 2,71 | 1,35 | 2,71 | 0,68 | 0,90 | 443      |
| Ribeira das Tainhas               | 55,97 | 14,18 | 7,46  | 1,49 | 1,49 | 0,75 | 1,49 | 0,75 | 2,99 | 134      |
| Ribeira Seca                      | 38,35 | 18,80 | 8,27  | 7,52 | 3,01 | 5,26 | 0    | 3,01 | 3,76 | 133      |
| Vila Franca do Campo (São Miguel) | 38,78 | 20,07 | 7,82  | 3,74 | 2,38 | 3,40 | 2,38 | 4,08 | 2,04 | 294      |
| Vila Franca do Campo (São Pedro)  | 42,00 | 17,0  | 10,00 | 2,50 | 4,50 | 3,00 | 2,00 | 4,00 | 2,00 | 200      |
| Vila Franca do Campo              | 45,26 | 19,83 | 6,61  | 3,95 | 2,66 | 2,23 | 2,16 | 2,01 | 1,80 | 1 392    |